# Shark Lake (película)
Shark Lake (conocida en España como Mandíbulas letales) es una película de terror de 2015, dirigida por Jerry Dugan, escrita por Gabe Burnstein y David Anderson, musicalizada por Nicholas Rivera, en la fotografía estuvo J.R. Hall y los protagonistas son Dolph Lundgren, Sara Malakul Lane y Lily Brooks O’Briant, entre otros. El filme se estrenó el 2 de octubre de 2015.

## Sinopsis
Una sheriff, Meredith Hendricks, tiene como tarea atrapar al tiburón y poner a un coleccionista de animales exóticos ante la ley.